# Ar'jany Martha
Ar'jany Martha, né le 4 septembre 2003 à Rotterdam aux Pays-Bas, est un footballeur international curacien qui joue au poste d'arrière gauche au Rotherham United.

## Biographie

### En club
Né à Rotterdam aux Pays-Bas, Ar'jany Martha est notamment formé par le Spartaan '20, le Sparta Rotterdam avant de poursuivre sa formation à l'Ajax Amsterdam. C'est avec ce club qu'il fait ses débuts en professionnel, jouant son premier match avec le Jong Ajax, l'équipe réserve de l'Ajax, le 30 août 2020, lors d'une rencontre de championnat face au Roda JC. Le 2 novembre 2023, il fait ses débuts avec l'équipe première de l'Ajax, lors d'une victoire 2-0 contre le FC Volendam. 
Il rejoint le Beerschot VA en juillet 2024. Il fait ses débuts avec le club le 2 août 2024, contre l'Union Saint-Gilloise, lors d'une défaite 3-1.

### En sélection
Le 9 mars 2024, il est appelé en équipe de Curaçao pour un camp d'entraînement prévu du 18 au 25 mars 2024 à Alanya, en Turquie, avant les éliminatoires pour la Coupe du monde 2026 en juin.